# Edmond Pagès
Pour les articles homonymes, voir Pagès.
Edmond Pagès (né le 2 mai 1911 à Puteaux et mort le 8 février 1987 à Paris 20e) est un coureur cycliste français. Professionnel de 1936 à 1946, il a notamment remporté une étape du Tour de France 1939.

## Palmarès
- 1933
  - 3e du championnat de France des sociétés
- 1934
  - 2e du championnat de France des sociétés
- 1936
  - 4ea étape du GP Wolber
- 1939
  - 6eb étape du Tour de France
- 1942
  - Critérium de France - zone non occupée

## Résultats sur le Tour de France
2 participations
- 1936 : 38e
- 1939 : 23e, vainqueur de la 6eb étape